# Василий (князь суздальский)
Эта статья о суздальском князе начала XIV века. О суздальском князе конца XIV века см. Василий Дмитриевич Кирдяпа
Васи́лий (ум. 1309) — князь суздальский, отец Александра и Константина суздальских, упомянутый в поздней Никоновской летописи в связи со своей смертью под 1309 годом с отчеством «Михайлович» и неизвестный по летописям с отчеством «Андреевич». Однако, часть историков считают его сыном Андрея Ярославича. Данный вопрос является принципиальным при изучении истории Суздальского, Городецкого, а затем великого Нижегородско-Суздальского княжеств и происхождения рода Шуйских.

## Происхождение
По версии Экземплярского, поддержанной Абрамовичем и Таловиным, Городец и Нижний Новгород являлись суздальскими «пригородами», действовавший в 1305 году в Нижнем Михаил был сыном Андрея Ярославича, а Василий — его младшим братом, занявшим княжение после его смерти и княжившим до 1309 года.
По версии Преснякова, поддержанной Кривошеевым, Городец и Нижний оказались выморочным уделом после смерти Андрея Александровича без наследников (1304) и отошли к великому княжению, а сыновья Андрея Ярославича, в том числе и Василий, к ним отношения не имели.
По версии Кучкина, Василий был Михайловичем, как это и указано в летописи, но исследователь не связывает Василия с Михаилом Андреевичем городецким, которого он считает сыном Андрея Александровича. По мнению Кучкина, Василий Михайлович мог быть внуком Юрия Андреевича.
Шуйские в своих родословных указывали Василия Михайловича как сына Михаила Андреевича суздальского.